# Pokrzywnica (powiat śremski)
Pokrzywnica – wieś w Polsce, w województwie wielkopolskim, w powiecie śremskim, w gminie Dolsk.
Wieś Pokrziwnica położona była w 1581 roku w powiecie kościańskim województwa poznańskiego. W latach 1975–1998 miejscowość należała administracyjnie do województwa poznańskiego.
Wieś położona 2,8 km na południowy wschód od Dolska przy drodze wojewódzkiej nr 437 z Dolska do Koszkowa pod Borkiem Wielkopolskim. W okolicy wsi znajduje się skrzyżowanie z drogą powiatową nr 4085 z Nowieczka do Księginek.
Pierwsza wzmianka o wsi pochodzi z 1388 r., kiedy to wieś nazywała się Koprzywnicza i w dokumentach wspomniany jest Wojciech, dziedzic z Pokrzywnicy.
W 1899 w Pokrzywnicy urodził się Stanisław Sołtysiak, kapitan piechoty Wojska Polskiego.
Atrakcjami wsi są:
- Dwór - z 1887 r. o cechach neorenesansowych;
- Park krajobrazowy - z XVIII/XIX w., a w nim m.in. 7 dębów szypułkowych o obwodach 310-540 cm;
- Browar - z 1848 r., znajdujący się w zespole folwarcznym, przebudowany na młyn, a na początku XX w. na gorzelnię.